# Antonio Agresti
Antonio Agresti (1827 - 1878) fou un tenor italià.

La temporada 1856-1857 va cantar com a primer tenor al Gran Teatre del Liceu, el Diario de Barcelona el qualificà de "tenor seriós, de veu una mica marró en les cordes greus, però vibrant i expansiva en les agudes, cantor de colorit i sentiment".
En aquest teatre va estrenar l'òpera del compositor Nicolau Manent anomenada Gualtiero di Monsonís, el dia 23 de maig de 1857.